# Vanek
Vanek (in armeno Վանեք) è un comune di 83 abitanti (2001) della Provincia di Syunik in Armenia.